# زوق الكبير
زوق الكبير (بالكردية: Gundî Mezin بمعنى "القرية الكبيرة"‏) هي قرية سوريّة تتبع إداريّاً لمحافظة حلب منطقة أعزاز ناحية نبل، بلغ تعداد سكانها 1,076 نسمة حسب التعداد السكاني لعام 2004. سكانها كرد مسلمون يعملون في الزراعه ورعي الاغنام والمواشي طبيعة هذه القرية صخرية جبلية